# Santa Elena (Corozal District)

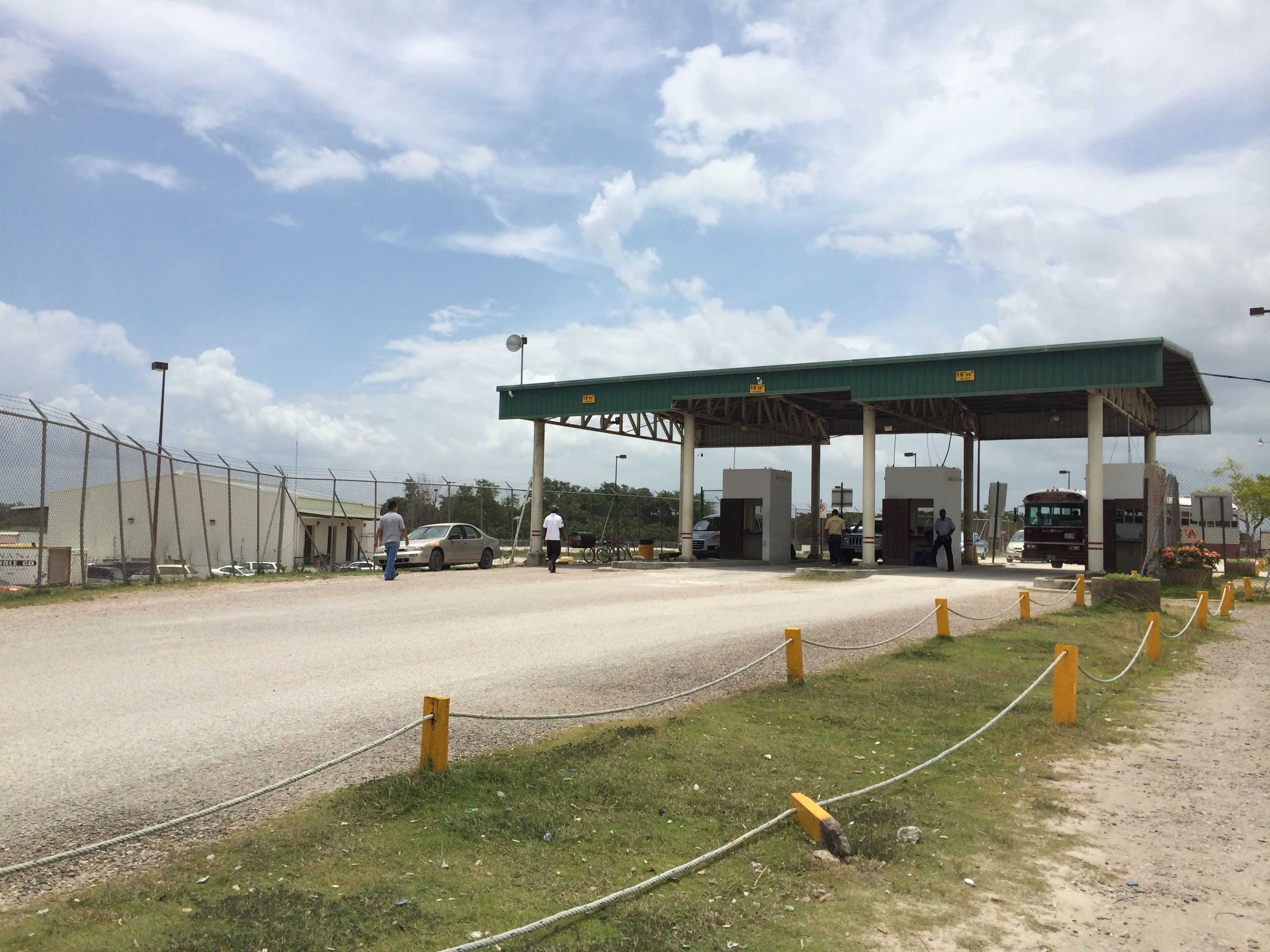
Grenzövergang

Santa Elena ist ein Ort im Corozal District von Belize. Im Ort liegt der Grenzübergang zwischen Belize und dem mexikanischen Bundesstaat Quintana Roo mit der Großstadt Chetumal. 2010 hatte der Ort 873 Einwohner.

## Geographie
Der Ort liegt in sumpfigen Gebiet am Río Hondo und knapp zehn Kilometer westlich der Bucht von Chetumal. Direkt im Süden liegt die Four Mile Lagoon (Ranchito Lagoon).
Nach Süden führt der Philip Goldson Highway über Remate und San Joaquin nach Orange Walk Town und Belize City. In Mexiko schließt sich nach Norden der Carretera Federal 186 (MEX-186) an.

## Geschichte
Am 28. September 1955 wurde der Ort durch en Hurrikan Janet schwer verwüstet.

## Wirtschaft
In Santa Elena befindet sich die Corozal Free Zone, eine Freihandelszone, die 1995 eingerichtet wurde.

## Klima
Nach dem Köppen-Geiger-System zeichnet sich Santa Elena durch ein tropisches Klima mit der Kurzbezeichnung Am aus.